# Zlata (cràter)
Zlata és un cràter d'impacte en el planeta Venus de 7 km de diàmetre. Porta el nom d'un antropònim serbocroat aprovat per la Unió Astronòmica Internacional el 1985.